# Got to Find a Way
Got to Find a Way è un album in studio del cantante statunitense Curtis Mayfield, pubblicato nel 1974.

## Tracce
1. Love Me (Right in the Pocket) – 7:20
2. So You Don't Love Me – 5:50
3. Prayer – 4:06
4. Mother's Son – 6:04
5. Cannot Find a Way – 7:04
6. Ain't No Love Lost – 3:27